# Hutti
Hutti är en ort i Indien.   Den ligger i distriktet Raichur och delstaten Karnataka, i den södra delen av landet, 1 400 km söder om huvudstaden New Delhi. Hutti ligger 511 meter över havet och antalet invånare är 12 419.
Terrängen runt Hutti är platt. Runt Hutti är det ganska tätbefolkat, med 192 invånare per kvadratkilometer. Närmaste större samhälle är Lingsugūr, 15,4 km väster om Hutti. Trakten runt Hutti består till största delen av jordbruksmark.